# Zhou Suhong
Zhou Suhong  周苏红 (* Xina, 1979 -) és una esportista xinesa que practica el voleibol. Entrenadora d'aquest esport.

## Biografia
Zhou Suhong va néixer el 23 d'abril de 1979, a la Xina.
- Posició: Defensa
- Altura: 1.82 m
- Peso: 73 kg
- Spike Vertical: 3.13 m
- Bloquejo Vertical: 3.05 m

Està casada amb l'exentrenador xinès de voleibol masculí Tang Miao. Utilitza la samarreta número 7. Entre els seus entreteniments estan la música i la lectura. Actualment Zhou està estudiant en la Universitat de Zhejiang.

## Trajectòria
- 1990 Zhejiang Changxing County Sports School
- 1994 Zhejiang Provincial Volleyball
- 1996 Selecció nacional juvenil de la Xina
- 1998 Selecció nacional de voleibol platja de la Xina.
- 1999 - actualitat Selecció nacional de voleibol de la Xina.

Com a esportista va ser integrant de l'equip nacional xinès de voleibol femení. Guanyadora de la medalla d'Or als Jocs Olímpics d'Atenes 2004 i de la de la medalla de Bronze als Jocs Olímpics de Beijing 2008.
A més va participar en l'obtenció del campionat del món al Japó en el 2003 i de la Medalla d'or als Jocs Asiàtics de 2006 en Doha.

## Premis i reconeixements
- 2005 FIVB World Grand Prix "Best Receiver"
- 2008 Beijing Oympics Best Receiver